# Viola allochroa
Viola allochroa Botsch. – gatunek roślin z rodziny fiołkowatych (Violaceae). Występuje naturalnie w Kazachstanie, Uzbekistanie, Kirgistanie oraz Tadżykistanie. 

## Morfologia
PokrójBylina dorastająca do 5–15 cm wysokości, tworząca kłącza.
LiścieBlaszka liściowa ma nerkowaty lub sercowaty kształt. Mierzy 12,5–12,5 cm długości oraz 1,5–2,5 cm szerokości, jest falista i ząbkowana na brzegu, ma sercowatą nasadę i ostry wierzchołek. Przylistki są lancetowate. Ogonek liściowy jest nagi.
KwiatyPojedyncze, wyrastające z kątów pędów. Mają działki kielicha o równowąsko lancetowatym kształcie i dorastające do 4–5 mm długości. Płatki są odwrotnie jajowate, mają fioletową barwę oraz 11–15 mm długości, płatek przedni jest wyposażony w obłą ostrogę o długości 2 mm.
OwoceTorebki mierzące 5 mm długości, o jajowatym kształcie.

## Biologia i ekologia
Rośnie na terenach skalistych. 